# Zatorze (Poznań)
Zatorze – niewielka część Poznania, zlokalizowana pomiędzy Górczynem i Dębcem, na osiedlu samorządowym Górczyn, w łuku torowisk kolejowych linii E20 w kierunku Berlina. Nazwa Zatorza zanika - nie na wszystkich planach jest umieszczana.

## Charakterystyka
Zabudowę Zatorza stanowią przede wszystkim domy jednorodzinne z ogrodami. Funkcjonuje tu też hotel na godziny Eden. Nazwy ulic wiążą się z przemysłem i kolejnictwem, np. Zwrotnicza, Tarczowa, Maszynowa, czy Drużynowa. Poza tym do osiedla Zatorze należą ulice: Mała, Górecka, Dwatory, Obrzeże i Przesmyk. W pobliżu stoi centrum handlowe Panorama i miejska sortownia odpadów użytkowych.
Rejon obsługuje, łącząca Górczyn i Osiedle Kopernika z Dębcem, linia autobusowa 179 - przystanki Tarczowa i Drużynowa. 
Do osiedla przynależał także stadion na Dębcu, należący niegdyś do KKS Lech Poznań.